# Escudo de Sarroca de Bellera

Representación del escudo de armas de Sarroca de Bellera.

El escudo de armas de Sarroca de Bellera se describe, según la terminología precisa de la heráldica, por el siguiente blasón:

«Escudo embaldosado: de oro, un carnero de gules, acollarado, clarinado y ungulado de azur. Al timbre, una corona de barón.»

## Diseño
La composición está formada sobre un fondo en forma de cuadrado apoyado sobre una de sus aristas (escudo de ciudad) según la configuración difundida en Cataluña al haber sido adoptada por la administración en sus especificaciones para el diseño oficial, de color amarillo (oro), una carga principal formada por una representación de un carnero apoyado sobre sus patas traseras (levantado) de color rojo (gules) con el collar (acollarado), el cencerro (clarinado) y las pezuñas (ungulado) de color azul (azur). Está acompañado en la parte superior de un timbre en forma de corona de barón, ya que fue el municipio fue el centro de una baronía.

## Historia
Este blasón fue aprobado el 31 de agosto de 1995 y publicado en el DOGC n.º 2.101 de 15 de septiembre del mismo año. Sustituye al antiguo escudo municipal, que se solía representar con forma ibérica (cuadrilongo con punta redondeada), de color azul (azur) con un castillo de tres torres amarillo (oro).
El municipio se formó en 1972, al unirse los antiguos municipios de Sarroca de Bellera y Benés, adoptando como escudo de armas, el antiguo de Sarroca de Bellera, hasta que fue sustituido por el actual. El municipio coge las armas de la baronía de Bellera, dentro del condado de Pallars, que tenía el centro en un castillo dentro de los límites del municipio. El carnero de gules sobre campo de oro son las armas de la baronía, que también se ve reflejada en la corona que timbra el escudo. Aunque los pueblos de Avellanos, Benés, Buira, Burguet, Castellgermà, Manyanet, el Mesull, Sas y Sentís no pertenecían a la baronía, sino que pertenecían a los Erill, esto no se ve reflejado en el escudo de armas.

Escudo del antiguo municipio de Benés. «De azur, un león de plata.»
Escudo antiguo de Sarroca de Bellera. «De azur, un castillo de tres torres de oro.»